# Duchajra
Duchajra (arab. دخيرة) – miejscowość w Syrii, w muhafazie Aleppo. W 2004 roku liczyła 2643 mieszkańców.